# До ключ
До ключ (на английски: turn-key) е термин, с който се обозначава тип проект, който се изпълнява изцяло от един изпълнител и се предава на купувача в готов за експлоатация вид.
Терминът обикновено се използва при продажбата или предлагането на стоки и услуги. Често се употребява за жилище, построено на земята на проектанта с негови средства, което се предлага на крайните потребители за нанасяне. Когато предприемачът или изпълнителят строи „жилище до ключ“, той изгражда постройката и довършва интериора, включително елементи на обзавеждането, като шкафове и килими. Понякога „до ключ“ се използва в строителната сфера и просто за общия сбор на работите, изпълнявани от всички участващи подизпълнители, дори когато възложителят няма договор за изпълнение с един главен изпълнител. „До ключ“ се използва и в автомобилната индустрия, когато се описва автомобил с двигателна система (с двигател, скоростна кутия и т.н.). По този начин се прави разграничение с превозните средства, които се продават без такава система, за да могат да се използват компоненти втора ръка.
Терминът може да се използва при рекламирането на продажбата на дадена фирма, когато всичката необходима апаратура е налице, или когато фирмен доставчик осигурява пълния пакет за започването на бизнес (стопанска дейност). Пример за това е изграждането на болница до ключ, която е медицински център с вече инсталирана медицинска апаратура.
|  | Тази страница частично или изцяло представлява превод на страницата Turnkey в Уикипедия на английски. Оригиналният текст, както и този превод, са защитени от Лиценза „Криейтив Комънс – Признание – Споделяне на споделеното“, а за съдържание, създадено преди юни 2009 година – от Лиценза за свободна документация на ГНУ. Прегледайте историята на редакциите на оригиналната страница, както и на преводната страница, за да видите списъка на съавторите. ВАЖНО: Този шаблон се отнася единствено до авторските права върху съдържанието на статията. Добавянето му не отменя изискването да се посочват конкретни източници на твърденията, които да бъдат благонадеждни. |